# 李进士堂镇
李进士堂镇，是中华人民共和国山東省菏泽市鄄城县下辖的一个乡镇级行政单位。

## 行政区划
李进士堂镇下辖以下地区：
苏门楼村、李进士堂村、马桥村、李黄庄村、陈庄村、大罗庄村、田楼村、小辛庄村、许堂村、宋楼村、芝麻刘庄村、寨王庄村、十三庄村、吴庄村、边庄村和尖固堆村。